# La Balme-de-Thuy
La Balme-de-Thuy è un comune francese di 392 abitanti situato nel dipartimento dell'Alta Savoia della regione dell'Alvernia-Rodano-Alpi.

## Società

### Evoluzione demografica
Abitanti censiti